# Karjer 83 km
Karjer 83 km (ukr. Кар'єр 83 км, ros. Карьер-83 км; dosł. Kamieniołom 83 km) – przystanek kolejowy w miejscowości Torczynowice, w rejonie samborskim, w obwodzie lwowskim, na Ukrainie.
Obecnie jest wyłączony z ruchu pasażerskiego.